# Pantolestidae
Pantolestidae é uma família extinta de mamíferos da ordem/subordem Pantolesta.

## Taxonomia
A posição taxonômica da família é incerta. Alguns autores classificam a família na subordem Pantolesta, dentro da ordem Cimolesta, enquanto outros classificam-na na ordem Pantolesta.
Classificação:
- Subfamília Pentacodontinae Simpson, 1937
  - †Amaramnis Gazin, 1962
  - †Aphronorus Simpson, 1935
  - †Bisonalveus Gazin, 1956
  - †Coriphagus Douglass, 1908
  - †Pentacodon Scott, 1892
- Subfamília Pantolestinae Cope, 1884
  - †Bessoecetor Simpson, 1936
  - †Bogbia Dashzeveg & D.E. Russell, 1985
  - †Bouffinomus Mathis, 1989
  - †Buxolestes Jaeger, 1970
  - †Chadronia Cook, 1954
  - †Galethylax Gervais, 1850
  - †Oboia Gabunia, 1989
  - †Palaeosinopa Matthew, 1901
  - †Pagonomus D.E. Russell, 1964
  - †Pantolestes Cope, 1872
  - †Thelysia Gingerich 1982
  - †Todralestes Gheerbrant, 1991
- Subfamília Dyspterninae Kretzoi, 1943
  - †Cryptopithecus Schlosser, 1890
  - †Dyspterna Hopwood, 1927
  - †Fordonia Marandat, 1989
  - †Gobipithecus Dashzeveg & D.E. Russell, 1992
  - †Kochictis Kretzoi, 1943